# Delfino Pinheiro de Ulhoa Cintra Júnior
Delfino Pinheiro de Ulhoa Cintra Júnior (Mogi-Mirim, 20 de agosto de 1838 — 1911) foi um jornalista e político brasileiro.

## Biografia
Cursou a Faculdade de Direito de São Paulo, de 1854 a 1858.
Casou-se com Angélica Machado Florence, filha de Hercules Florence.
Em 1865 foi um dos fundadores do jornal Diário de São Paulo.
Foi nomeado presidente da província de Santa Catarina por carta imperial de 31 de maio de 1872, assumindo o cargo em 8 de julho de 1872, governando até 13 de novembro do mesmo ano, quando assumiu interinamente a presidência o segundo vice-presidente Manuel do Nascimento da Fonseca Galvão até 27 de janeiro de 1873, passando novamente o governo para o interino, terceiro vice-presidente Inácio Accioli de Almeida, que completou o mandato em 4 de abril de 1873.
Foi eleito deputado à Assembléia Geral (constitucionalmente equivalente à atual Câmara dos Deputados) por São Paulo para a legislatura de 1872 a 1875, e reelegeu-se para a legislatura seguinte.
Em 1876 dirigiu o colégio campineiro Culto à Ciência.